# Race to Dakar
Race to Dakar es una serie documental, una edición de DVD y un libro que muestra las peripecias del actor Charley Boorman como participante de la carrera motociclista Rally Lisboa-Dakar de 2006. Fue producido por Russ Malkin tras el éxito del documental El mundo en moto con Ewan McGregor, siguiendo un estilo y una técnica similares.

## Antecedentes
Siguiendo un deseo de muchos años, Ewan McGregor y Charley Boorman se lanzaron a dar la vuelta al mundo en moto en el año 2004. Acompañados del cámara Claudio Von Planta en una tercera moto y un equipo de apoyo que les seguía en dos 4X4, completaron el viaje, que fue emitido en televisión con gran éxito. Un deseo de la infancia de Boorman siempre había sido participar en el Rally Dakar. Tras el éxito del programa, le propuso la idea a Russ Malkin y se inició el proyecto.

## Desarrollo
Al comenzar el proyecto, la preocupación del productor era que Boorman no acabara el rally si lo hacía totalmente en solitario. Boorman habló entonces con Simon Pavey (6 veces corredor del Dakar y entrenador de BMW) para preguntarle si estaría interesado en grabar el documental y entrenarle en el manejo de la moto off-road. Un tercer motorista, Matt Hall, fue contratado como cámara y para que se emplearan piezas de su tercera moto en caso de que fuera necesaria una reparación. Emplearon motos BMW F650GS. En el equipo de apoyo viajaban Russ Malkin y el cámara Claudio von Planta en un 4X4 BMW X5. Además, contaban con una serie de piezas de repuesto trasladadas por un colaborador en un camión MAN modelo TGA 26.480.
El equipo viajó a Dubái para entrenar en las dunas a las que se enfrentarían en el desierto durante la carrera. Charley se rompió la clavícula y tuvieron que regresar antes de lo previsto.
Una vez en la carrera, Charley se rompió huesos en ambas manos y se tuvo que retirar. Matt y Simon continuaron, pero Matt quedó atrapado en el desierto durante dos días hasta que fue recogido por un camión. Simon fue capaz de terminar el rally y el equipo se reunió con sus parejas, así como con Ewan McGregor que voló para felicitarles.

Recorrido del Rally Dakar en 2006.

Los países que recorrió el Lisboa-Dakar en 2006 fueron los siguientes:
- Portugal
- España
- Marruecos (incluyendo parte de Sáhara Occidental)
- Mauritania
- Malí
- Guinea
- Senegal

El desarrollo de los capítulos es el siguiente:
- Episodio 1 - Preparación, Parte 1
  - Entrenamiento en Gales
  - Entrenamiento en Dubái (Charley se rompe la clavícula)
- Episodio 2 - Preparación, Parte 2
  - El resto del equipo continúa el entrenamiento en Dubái mientras Charley se recupera en Londres.
  - Ewan McGregor presenta el equipo a la prensa.
- Episodio 3
  - Etapa 1: Lisboa-Portimão
  - Etapa 2: Portimão-Málaga (los motoristas se trasladan en ferry a Nador mientras que el equipo de apoyo cruza desde Algeciras a Tánger)
- Episodio 4
  - Etapa 3: Nador-Errachidía (el depósito de Matt se destroza tras un accidente y es reparado al final de la etapa)
  - Etapa 4: Errachidía-Uarzazat
  - Etapa 5: Uarzazat-Tan Tan (Charley se rompe las dos manos y abandona la carrera)
- Episodio 5
  - Etapa 6: Tan Tan-Zouerat (Simon y Matt cruzan a Mauritania atravesando el muro marroquí, el coche de apoyo sufre una avería y debe de ser reparado en mitad del desierto)
  - Etapa 7: Zouerat-Atar
- Episodio 6
  - Etapa 8: Atar-Nuakchot
  - Etapa 9: Nuakchot-Kiffa (Matt se retira tras quedar atrapado y exhausto en las dunas. El coche escoba tarda más de 24 horas en recogerle. A partir de este momento, se desplazará por sus propios medios a Dakar).
  - Etapa 10: Kiffa-Kayes
- Episodio 7
  - Etapa 11: Kayes-Bamako
  - Etapa 12: Bamako-Labé
  - Etapa 13: Labé-Tambacounda
  - Etapa 14: Tambacounda-Dakar
  - Etapa 15: Final en Dakar

## Otros proyectos

### Long Way Down
McGregor, Boorman y su equipo volvieron a unirse para realizar una secuela de Long Way Round. Este segundo viaje se llamó Long Way Down y consistía en descender desde John o' Groats en Escocia hasta Ciudad del Cabo en Sudáfrica en 2007. 

### By Any Mean
A mediados de 2008, el productor Russ Malkin ha vuelto a alinearse con Boorman para la realización de un viaje desde Irlanda hasta Australia. En esta ocasión, en vez de emplear motocicletas, recurrirán a cualquier medio de transporte que encuentren, recurriendo en muchas ocasiones a transportes públicos.